# グリニー
グリニー （Grigny）は、フランス、イル＝ド＝フランス地域圏、エソンヌ県の都市。

## 地理

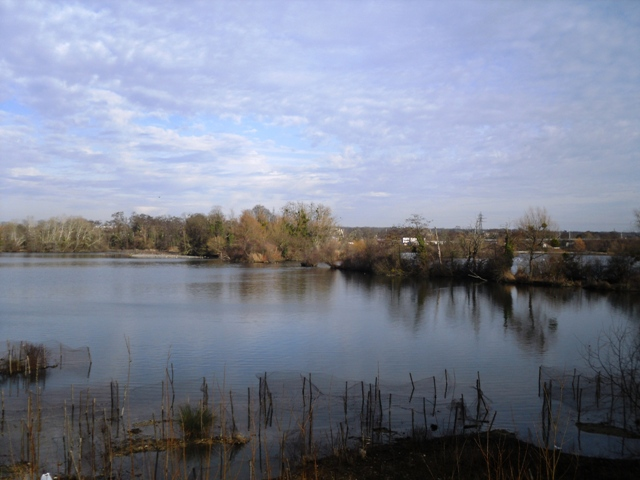
ヴィリー＝シャティヨン湖

ウルポワ地方（fr）の北東端に当たる。コミューン面積の約53%が都市化されている。数少ない田園地帯は、公園、ヴィリー＝シャティヨン湖の周りの森林や草地となっている。ヴィリー＝シャティヨン湖の面積の2/3がグリニーに含まれている。セーヌ川がコミューンの北東部を流れている。
グリニーのコミューン庁舎は、フランス国道のゼロ地点であるパリのノートルダム大聖堂の南東約22kmにある。

## 歴史

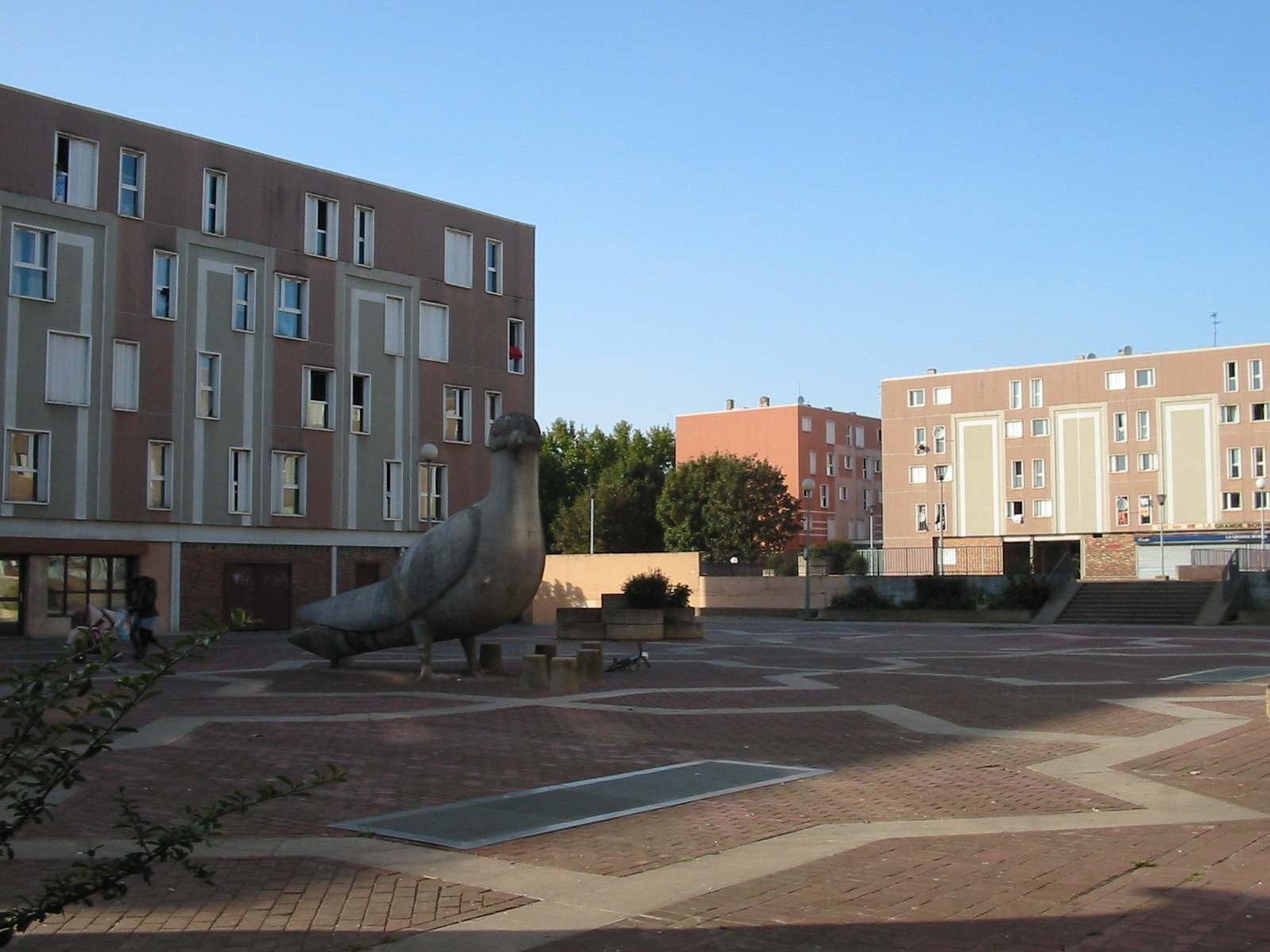
グランド・ボルヌ地区

グリニーの最古の名は、12世紀に地元領主の紋章に書かれたラテン語、グリニアクム（Grigniacum、頑丈な土地）である。13世紀、フィリップ2世の特許状台帳には、グリニャクム（Grignacum）と記されていた。1793年以降、現在のつづりに固定されている。
セーヌ川を浚渫していた1869年、青銅の短剣、銅の斧、骨のハサミが見つかっており、青銅器時代より人が定住していたことが証明された。グリニー-サントル駅建設中の1969年、ガロ＝ローマ時代のヴィッラ・ルスティカ（fr）遺跡が発掘された。そこから20フィートの長さの壁、陶器の窯、2世紀から4世紀のものとされる金属製の日用品が見つかった。
1937年、メロヴィング朝以前のネクロポリスが発掘された。そこには37人が埋葬されていた。1948年に行われた2度目の調査では、4世紀につくられた42箇所の墓が復元された。12世紀に初めて建てられたグリニーの教会の周りには、13世紀にcura animarumが作られていた。
ナントの勅令後の1599年から1600年まで、グリニー領主はユグノーたちを受け入れ、彼らの信仰の場を設けた。
1890年代、ピケティの採掘現場で珪石と砂が取り出されていた。後にこの場所がヴィリー＝シャティヨン湖となった。19世紀後半から20世紀初頭のグリニーの村は、セーヌ川の本流から遠く離れていた。鉄道のヴィルヌーヴ＝サン＝ジョルジュ-モンタルジ線、国道N-7の新設が穀物生産や、首都への珪石輸送に貢献した。往来が容易になると、パリ市民の週末の観光地となった。
1930年代、採掘会社が抗夫のために最初の住宅団地をつくった。1950年に採掘作業は終わったが、新たな住民たちはグリニーに残った。
1954年まで、アメリカ合衆国空軍がオルリー空港を接収していた。その後NATO軍が任務につくと、住宅会社ティネは、パイロットとその家族が住まうための住宅を1955年から1966年までグリニーで提供していた。1961年、エニョン地区に航空工学技師の職業訓練学校が設置された。1962年以降、アルジェリアから帰国したピエ・ノワールたちがグリニーの集合住宅に大挙暮らすようになった。ヨーロッパ第二の規模を持つ分譲集合住宅群、グリニー2は1969年以降作られた。この分譲集合住宅はフランス国内最大規模で、ショッピング・モール、鉄道駅が開発業者の資金援助を受けて備えられていた。1971年、3685戸もの部屋数を備えた集合住宅群、エミール・アヨー設計のグランド・ボルヌ（fr）が完成した。
社会的困難の中にある人々が密集して暮らすこれらバンリューの集合住宅群で、暴動が日常化するようになった。

## 政治
1935年以降、グリニーはフランス共産党への支持が強力な左派の牙城である。事実、国政選挙および地方選挙のほとんど全てで左派候補が首位となっている。

## 交通
- 道路 -A-6、N-7
- 鉄道 - RER D線グリニー-サントル駅。
- 船 - 隣接するコミューン、ヴィリー＝シャティヨンにある川港が利用できる。